# 宮城労働局
宮城労働局（みやぎろうどうきょく）は、宮城県仙台市宮城野区にある日本の都道府県労働局で、宮城県を管轄している。

## 所在地
- 本局 宮城県仙台市宮城野区鉄砲町1番地 仙台第4合同庁舎2・7・8階

## 組織
局長
- 総務部
  - 総務課、企画室、労働保険徴収室
- 労働基準部
  - 監督課、健康安全課、賃金室、労災補償課
- 職業安定部
  - 職業安定課、職業対策課、需要調整事業室、求職者支援室
- 雇用均等室

## 出先機関
- 労働基準監督署（5署1臨時窓口）
  - 仙台労働基準監督署（仙台市宮城野区）
  - 石巻労働基準監督署（石巻市）
    - 気仙沼臨時窓口（気仙沼市）

  - 古川労働基準監督署（大崎市）
  - 大河原労働基準監督署（柴田郡大河原町）
  - 瀬峰労働基準監督署（栗原市）

- 公共職業安定所（ハローワーク、8所2出張所）
  - 仙台公共職業安定所（仙台市宮城野区）
    - 大和出張所（黒川郡大和町）

  - 石巻公共職業安定所（石巻市）
  - 塩釜公共職業安定所（塩竈市）
  - 古川公共職業安定所（大崎市）
  - 大河原公共職業安定所（柴田郡大河原町）
    - 白石出張所（白石市）

  - 築館公共職業安定所（栗原市）
  - 迫公共職業安定所（登米市）
  - 気仙沼公共職業安定所（気仙沼市）

## 管轄
- 宮城県全域